# Bäcke-Ödskölts församling
Bäcke-Ödskölts församling var en församling i Steneby pastorat i Dalslands kontrakt i Karlstads stift. Församlingen låg i Bengtsfors kommun i Västra Götalands län (Dalsland). Församlingen uppgick 2022 i Steneby församling.

## Administrativ historik
Församlingen bildades 2010 genom sammanslagning av Bäcke och Ödskölts församlingar och ingick i Steneby pastorat. Församlingen uppgick 2022 i Steneby församling.

## Kyrkor
- Bäcke kyrka
- Ödskölts kyrka